# 5-ös metróvonal (Barcelona)
A barcelonai 5-ös metróvonal, ismert még mint Cornellà Centre - Vall d'Hebron metróvonal (színe: kék) egy 18,8 km hosszúságú metróvonal Barcelonában. Összesen 26 állomás található rajta.

## Technikai leírás
A metróvonal szinte teljes egészében, Can Boixeres metróállomás kivételével a föld alatt húzódik. A vágányok nyomtávolsága 1435 mm, az áramellátás felsővezetékről történik. A vonalon az 5000 sorozat közlekedik. A vonalat a TMB üzemelteti.

## Állomások

### Jelenlegi állomások
A kapcsolódó vonalak neve dőlt betűvel szedve, ha még építés alatt állnak.
- Cornellà Centre (T1, T2, RENFE)
- Gavarra
- Sant Ildefons
- Can Boixeres
- Can Vidalet
- Pubilla Cases
- Ernest Lluch
- Collblanc (L9, L10)
- Badal
- Plaça de Sants (L2)
- Sants Estació (L3, RENFE)
- Entença
- Hospital Clínic
- Diagonal (L3; Provença: L6, L7)
- Verdaguer (L4)
- Sagrada Família (L2)
- Sant Pau-Dos de Maig
- Camp de l’Arpa
- Sagrera (L1, L4, L9, L10)
- Congrés
- Maragall (L4)
- Virrei Amat
- Vilapicina
- Horta
- El Carmel
- La Teixonera
- Vall d’Hebron (L3)

### Megszűnt állomások
- Gaudí - soha nem nyitott meg

## Képek

A metróvonal térképe
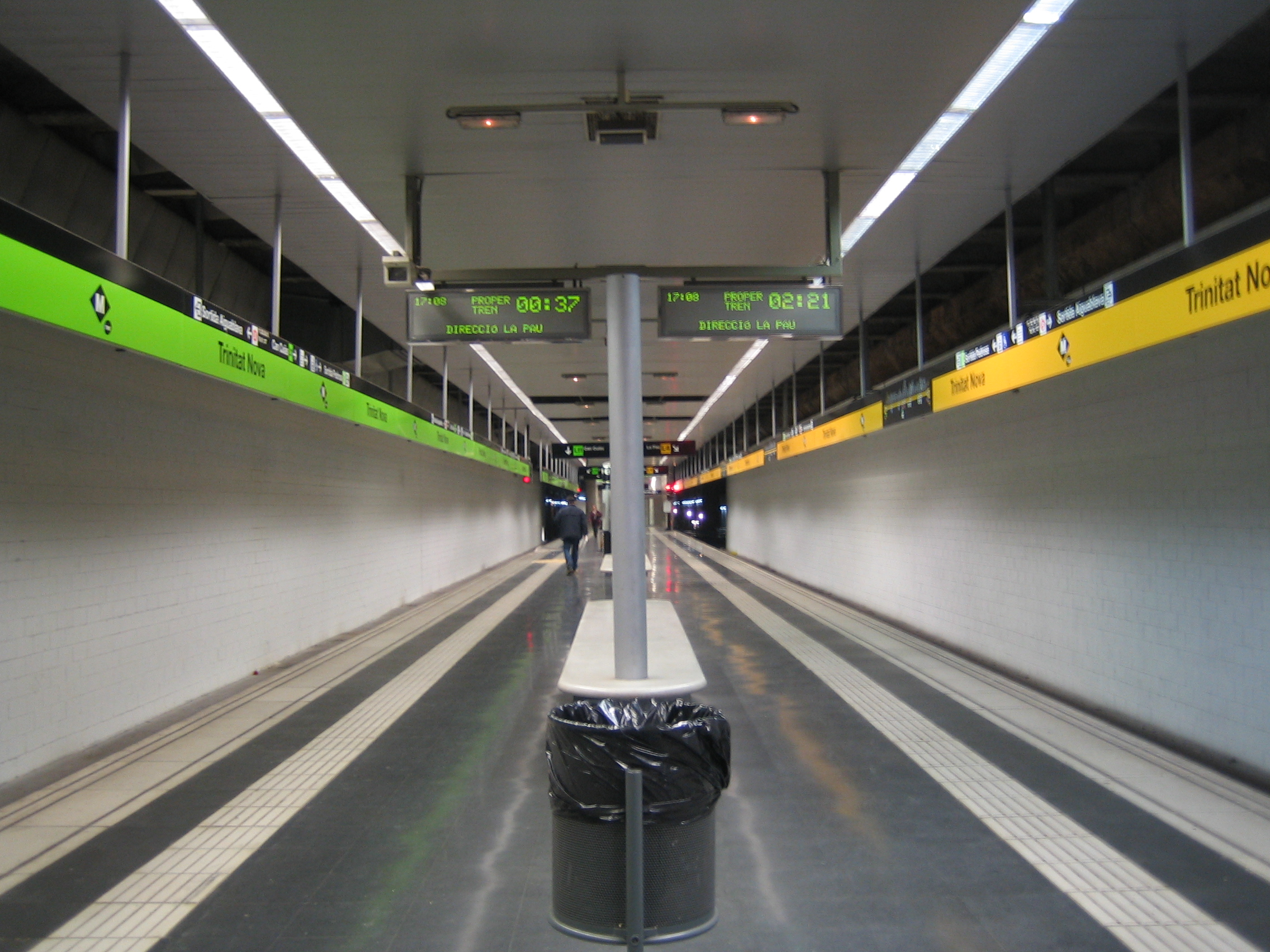
Trinitat Nova metróállomás
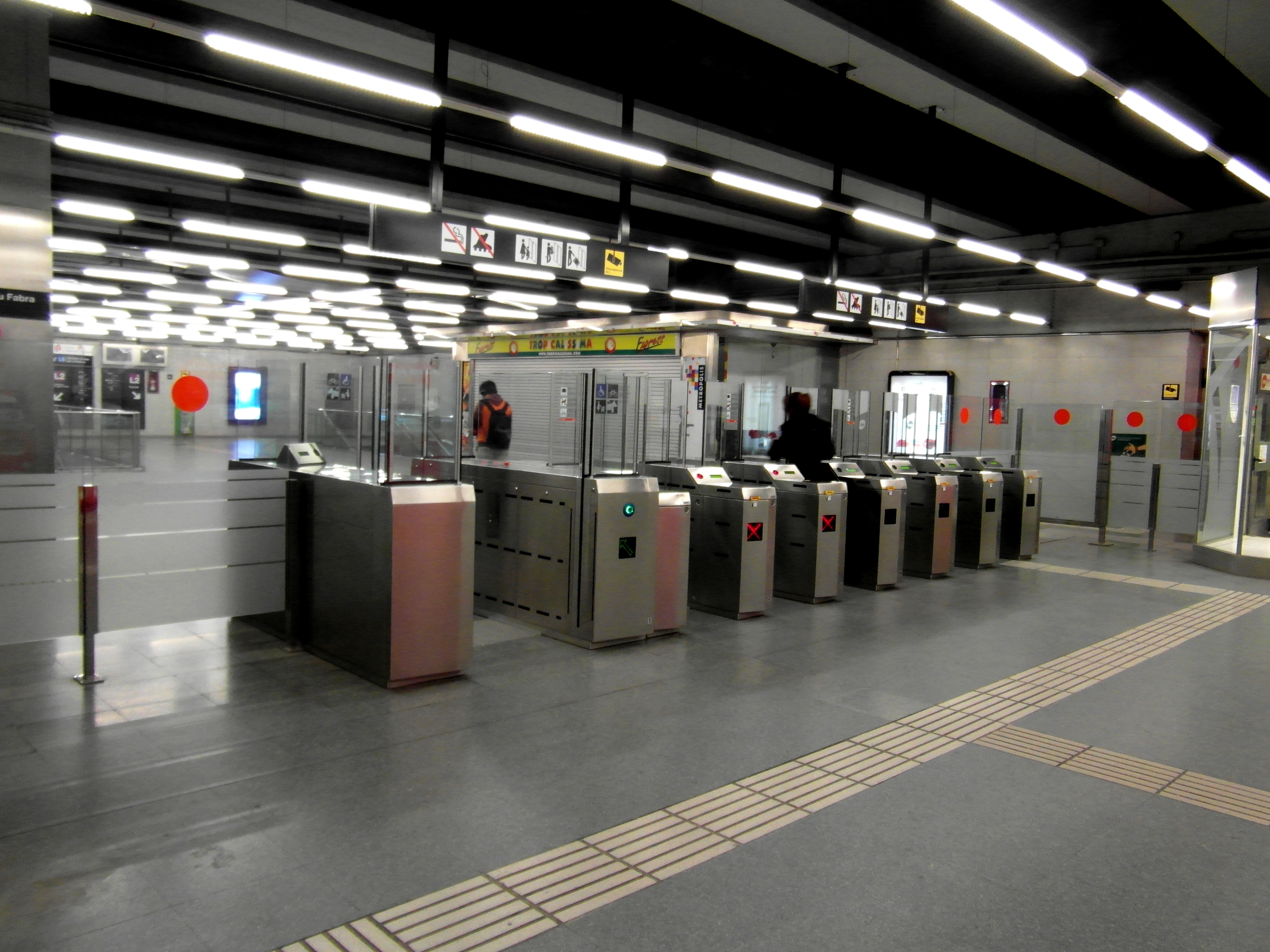
Beléptető kapul
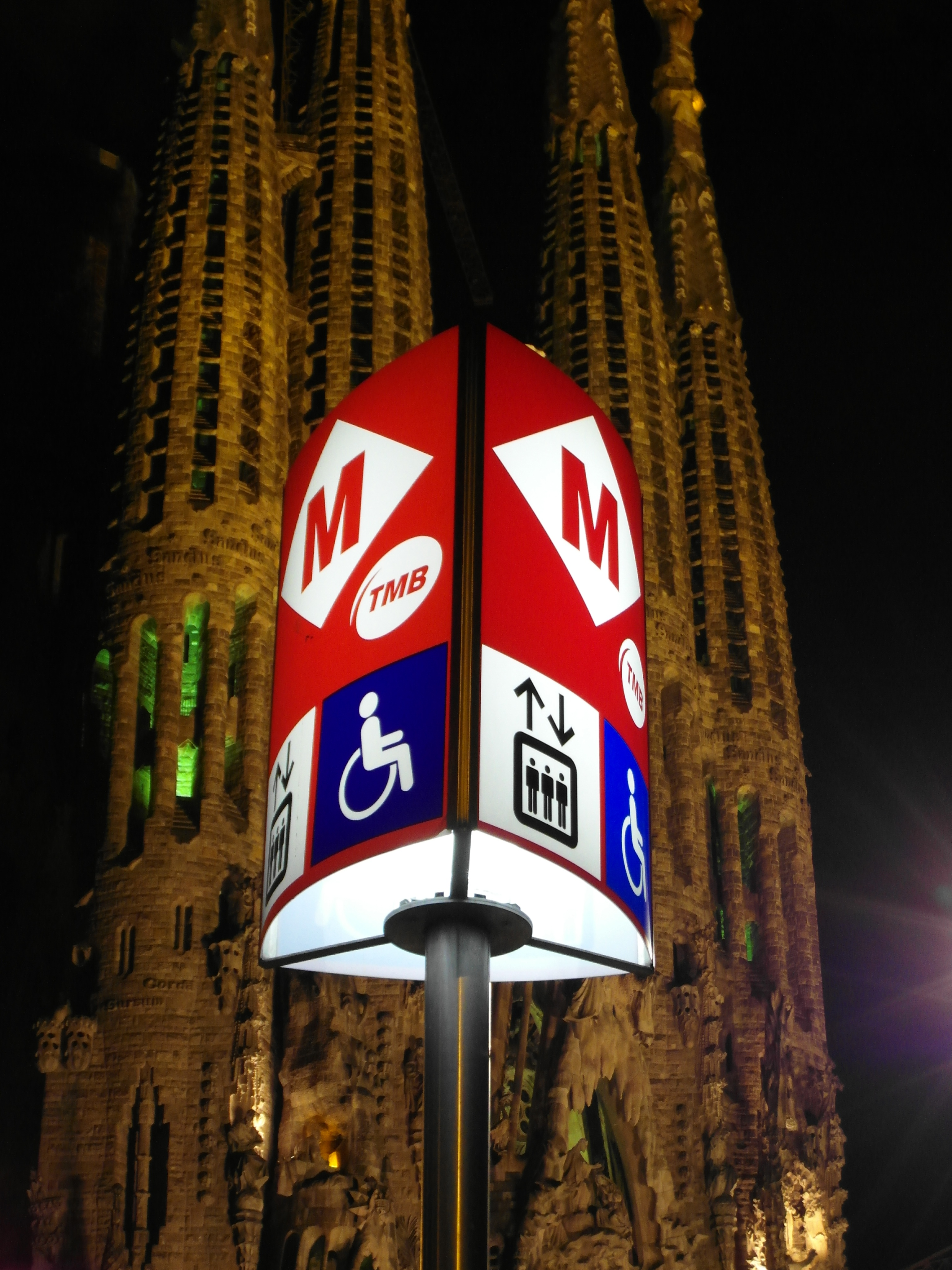
Metrómegálló a Sagrada Família közelében
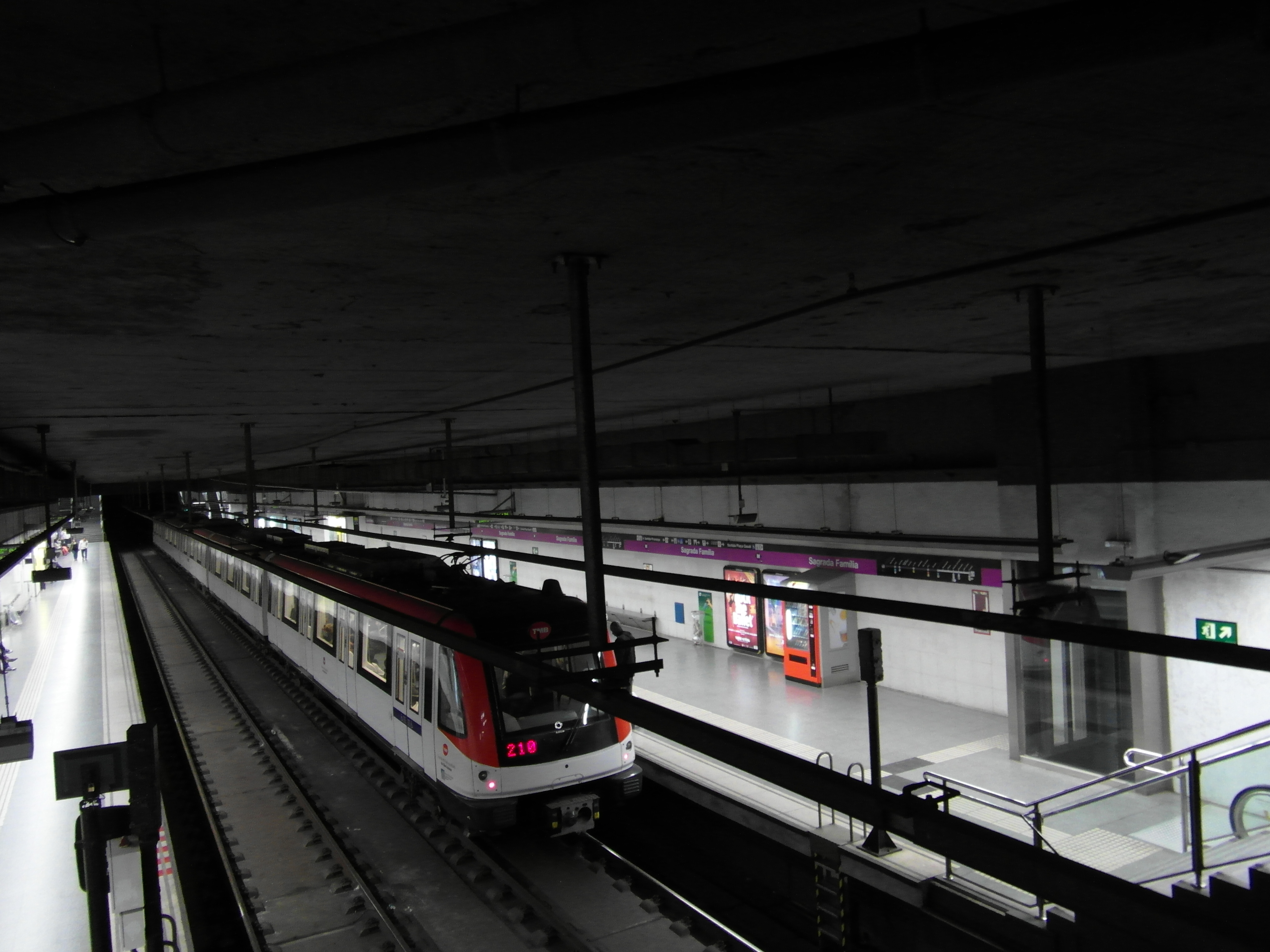